# Jima
För andra betydelser, se Jima (olika betydelser).
Jima (eller Jimma) är en stad i västra Etiopien och är en av de största städerna i Oromiaregionen. Den är en av regionens så kallade speciella zoner och beräknades ha 143 148 invånare 2011 på en yta av 50,52 km². Jima ligger cirka 35 mil sydväst om Addis Abeba, på 1 750 meters höjd. Den är en marknadsstad med handel med bland annat kaffe. Staden har en flygplats, Aba Segud Airport.